# Eïn-Harod
Eïn-Harod (עין חרוד) est un kibboutz situé dans la vallée de Jezreël, près du  Mont Guilboa, dans le nord d'Israël entre la ville d'Afoula et Beït Shéan. ll compte parmi les kibboutzim les plus importants d'Israël conjuguant des activités industrielles et agricoles. Il relève de la juridiction du Conseil régional de Guilboa. Le kibboutz possède plus de 500 membres et comprend une population totale de 716 habitants.  Il est situé en face du kibboutz Geva crée en 1922. Le kibboutz a hébergé Yitzhak Tabenkin, l'un des fondateurs du Mouvement Kibboutz qui était le symbole idéologique du collectivisme. 

## Histoire
En 1260, près du kibboutz Ein Harod actuel s'opposèrent le puissant empire mongol et les mamelouks égyptiens. Dans un affrontement cataclysmique connu sous le nom de bataille de Ein Jalut, les Mongols furent sévèrement défaits pour la première fois de leur histoire, ce qui mit un terme à leur expansion en Asie du Sud-Ouest.
Eïn-Harod est fondé en 1921 par des membres de l'organisation Gdoud Haavoda, non loin de la source de Maayan Harod. En 1952,  le kibboutz est divisé entre deux unités Eïn Harod (Meuchad) et Eïn Harod (Ihud). En 2009 à la suite d'un vote accepté à 79 %, un processus de privatisation dans  Eïn Harod (Meuchad) est mis en place.
Eïn-Harod contient le musée géographique Beït-Sturmann, nommé en souvenir de Haïm Sturmann, tombé lors des émeutes sanglantes en 1938, le musée Haïm Attar abritant de nombreuses œuvres d'art à thèmes juifs, la salle culturelle Shlomo Lavi et le centre de cérémonies Aharon Tzizling.

## Anciens membres
- Mordechai Shatner homme politique